# Карлоу
Карлоу (на английски: Carlow; на ирландски: Ceatharlach) е град в югоизточната част на Ирландия, графство Карлоу на провинция Ленстър. Разположен е около река Бароу. Първите сведения за града датират от 7 век. Той е главен административен център на графство Карлоу. Шосеен транспортен възел. Има жп гара, която е открита на 4 август 1846 г. В града учат около 3000 студенти. Населението му е 18 204 жители от преброяването през 2006 г. 

## Побратимени градове
- Темпи, Аризона, САЩ